# Arhiducesa Maria Amalia a Austriei
Arhiducesa Maria Amalia a Austriei (26 februarie 1746 – 18 iunie 1804) a fost Ducesă de Parma, Piacenza și Guastalla prin căsătorie. Maria Amalia a fost fiica împărătesei Maria Terezia și a împăratului Francisc I. A fost sora mai mică a lui Iosif al II-lea, Împărat Roman și sora mai mare a lui Leopold al II-lea, Împărat Roman, Mariei Carolina, regină a Neapolelui și a Mariei Antoinette, regină a Franței.

## Arhiducesă de Austria

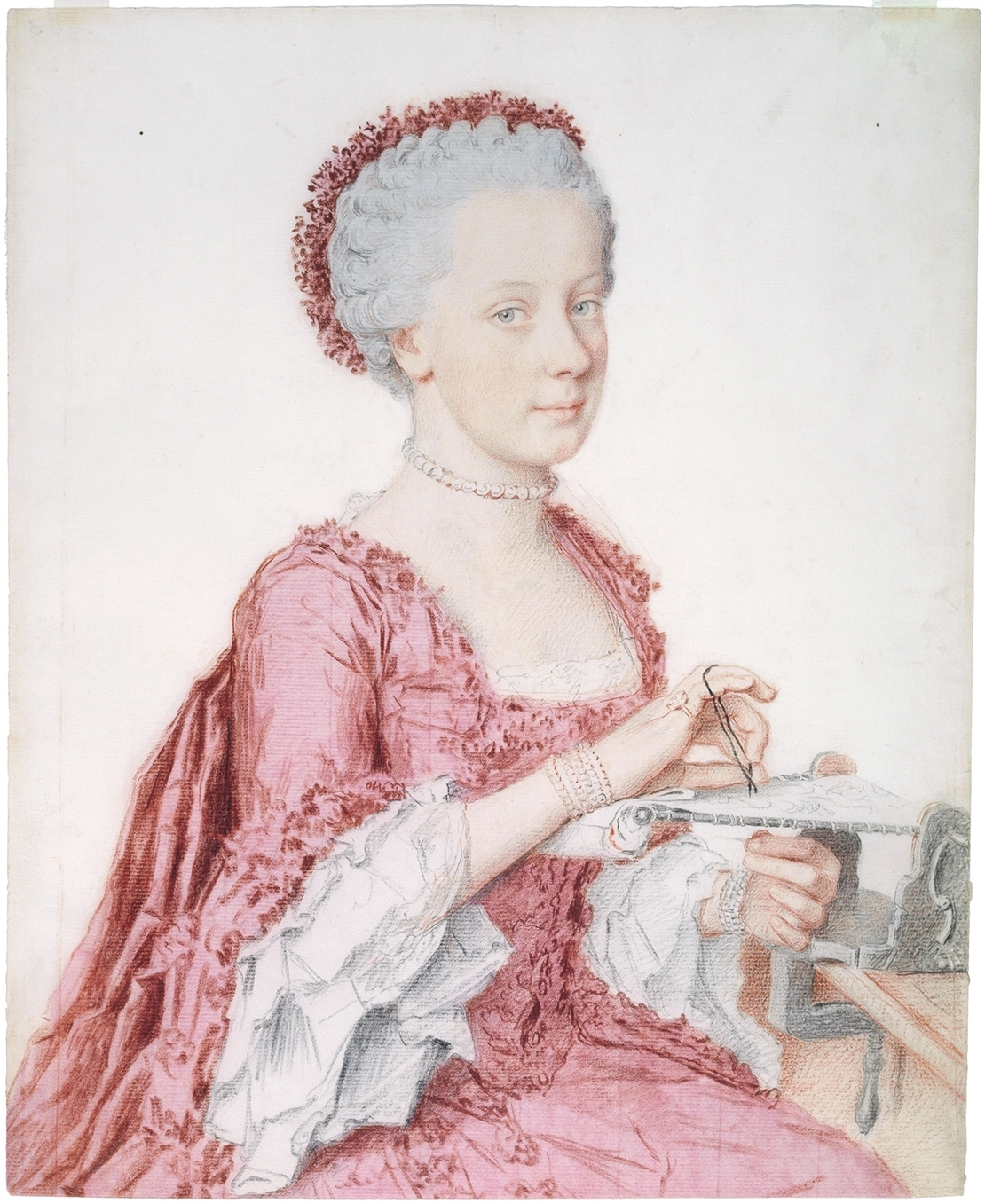
Maria Amalia, de Jean-Etienne Liotard

A fost al optulea copil al împărătesei Maria Tereza și a împăratului Francisc I. Născută la palatul imperial Hofburg, ea a crescut la curtea vieneză a habsburgilor. Ca și frații ei, ea avea întrevederi dese cu mama ei. Maria Amalia, ca toate surorile ei, a fost educată în principal pentru a fi o soție ideală, a luat lecții de artă și cum să fie ascultătore, cuminte și reprezentativă. Din cauza vârstei ei și de faptul că frații au fost educați separat pe sexe, ea a fost practic crescută ca un copil singur. Programul de educație ales de împărăteasa Maria Tereza pentru copii ei includea cursuri de dans, spectacole de teatru, povești, pictură, ortografie, educație civică, un pic de matematică și învățarea limbilor străine. Fetele au fost, de asemenea, instruitei în artizanat și în conversație. Lecții de pian a primit - ca frații și mama ei - de la Georg Christoph Wagenseil.
Nu a avut relații bune cu mama ei, de fapt s-a spus că din toate fiicele ei, Maria Tereza a avut cea mai proastă relație cu Amalia. Când și-a făcut debutul în viața socială a Vienei, a avut succes datorită frumuseții ei. Una din picturile ei, Sf. Tereza și copilul Iisus, încă există într-o colecție particulară.
Maria Tereza și ministru ei Kaunitz au urmărit obiectivul ambițios de a îmbunătăți relațiile politice din Austria cu alte țări și poziția Austriei în Europa. Legăturile de familie au fost adesea supuse la consolidarea influenței politicii externe și, prin urmare, Maria Tereza a dezvoltat de timpuri planuri de căsătorie pentru cei 13 copii care au supraviețuit. În teama constantă față de Frederic cel Mare al Prusiei, ea și-a concentrat planurile de căsătorie în special pentru extinderea legăturilor cu familia Bourbonilor care domneau atunci în Franța, Spania, Napoli, Sicilia și Parma în speranța că astfel va îmbunătăți comunicarea dintre Habsburgi și Bourboni.
La vârsta de 22 de ani s-a îndrăgostit de tânărul și frumosul Prinț Karl de Zweibrücken. Ministrul Kaunitz și Maria Tereza au refuzat propunerea de căsătorie de la nesemnificativul prinț și au promis-o pe arhiducesă Ducelui Ferdinand de Parma, care era un nepot al regelui francez Ludovic al XV-lea. Când Maria Amalia a fost informată de către mama sa despre planificata căsătorie cu Ferdinand de Bourbon-Parma, a reacționat cu plâns convulsiv și comportament sfidător. Ea a sperat până în ultima clipă că Maria Tereza o va lăsa să-și aleagă soțul, așa cum sora ei mai mare Maria Cristina s-a căsătorit din dragoste în 1766. Totuși, căsătoria Mariei Cristina a fost un favor special făcut de împărăteasă, și acest lucru lucru nu s-a mai repetat în cazul nici unui alt copil. La momentul aranjării căsătoriei, Ducele de Parma avea numai 17 ani.

## Căsătorie

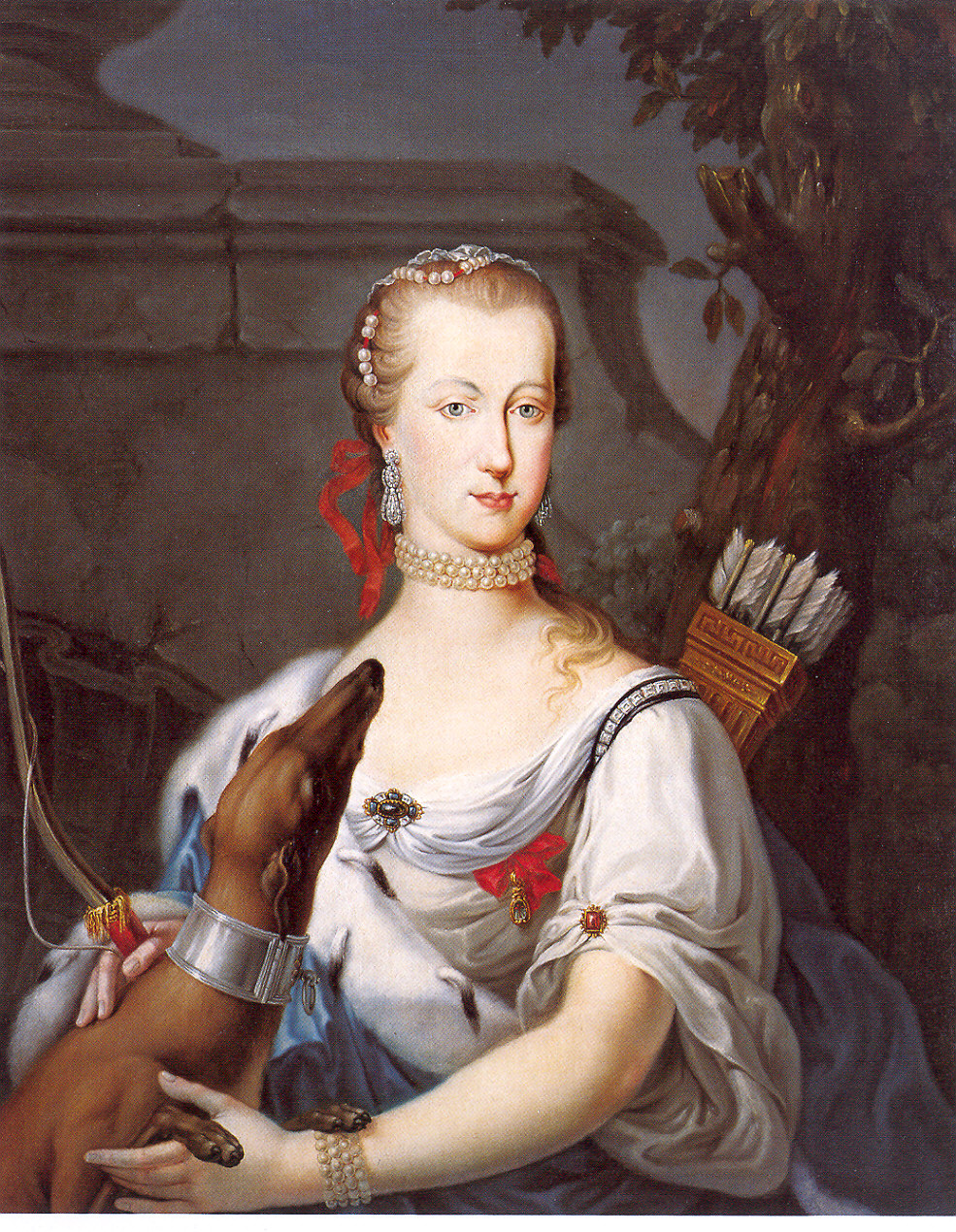
Maria Amalia, de Alexander Roslin

Împotriva dorinței ei, Amalia s-a căsătorit cu Ferdinand de Parma (1751–1802). Căsătoria a fost susținută de viitorul împărat Iosif al II-lea (fratele mai mare al Mariei Amalia), a cărui primă iubită soție a fost sora lui Ferdinand, Prințesa Isabella Maria de Parma.
A părăsit Austria la 1 iulie 1769 acompaniată de fratele ei Iosif și s-a căsătorit cu Ferdinand la 19 iulie la palatul ducal din Colorno. La doi ani după sosirea ei la Parma, Maria Amalia l-a eliberat din funcție pe Du Tillot, ministrul soțului ei, și l-a înlocuit cu spaniolul Jose del Llano recomandat de regele Carol al III-lea al Spaniei. Nici Ducele nu-l plăcea pe Du Tillot cu care avea relații tensionate înainte de venirea soției sale. O scrisoare de la Ludovic al XV-lea al Franței către nepotul său din mai 1769 atestă acest lucru, în care el și-a sfătuit nepotul să nu-l disprețuiască pe ministrul său, care i-a servit pe părinții săi și, în plus, "nu mai era nimeni să-l înlocuiască", a declarat regele francez.
Amalia va rămâne în mare măsură înstrăinată de mama ei, cu excepția unei scurte reconcilieri în 1773, când s-a născut fiul ei; Maria Tereza a avut numeroase încercări de reconciliere cu fiica sa. Ducesa a rezistat în fața eforturilor mamei ei de a o controla de departe. Când sora ei mai mare, Arhiducesa Maria Cristina, a vizitat Parma în 1775, ea a spus mamei lor că Amalia și-a pierdut frumusețea și strălucirea. Maria Tereza a comandat pictorului Johann Zoffany portretul nepoților ei din Parma.
Maria Amalia ținea corespondență cu surorile ei mai mici, regina Maria Antoaneta a Franței și regina Maria Carolina de Neapole și Sicilia. Pe lângă corespondență, cele trei surori au schimbat portrete și daruri. De fapt, una din ultimele scrisori ale Mariei Antoaneta din timpul detenției sale a fost scrisă în secret surorii sale, Maria Amalia.
Când  Napoleon Bonaparte a invadat Italia și soțul ei a murit, Maria Amalia a fost numită șeful Consiliului de Regență din Parma de muribundul Ferdinand; regența a durat doar câteva zile. La 22 octombrie 1802 francezii au expulzat-o din Parma iar ea și-a stabilit reședința la Praga, la Castelul Praga, unde a și murit în 1804. Corpul ei a fost înmormântat la cripta regală de la Catedrala Sf. Vitus din Praga în timp ce inima ei a fost dusă la Viena și plasată în urna cu nr. 33.

## Copii
Ea și Ferdinand au avut nouă copii:

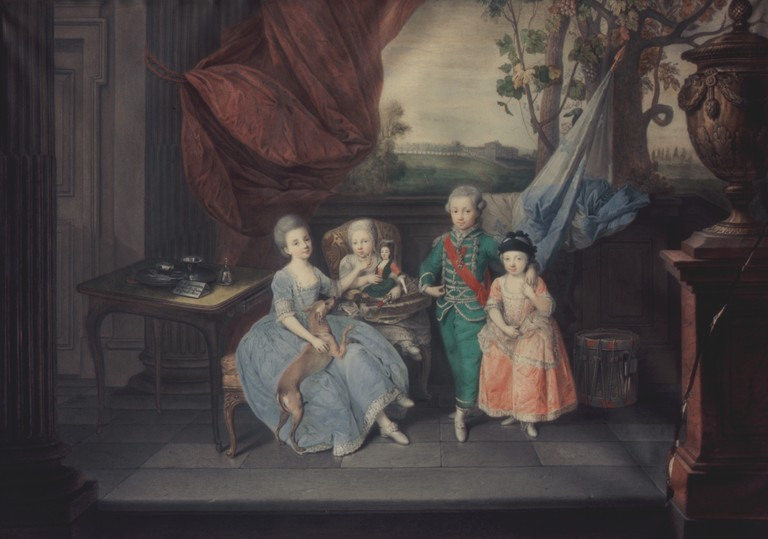
Copiii Mariei Amalia și ai lui Ferdinands

- Prințesa Caroline de Parma (22 noiembrie 1770 – 1 martie 1804). S-a căsătorit cu Prințul Maximilian de Saxonia și a fost mama regilor Frederic Augustus al II-lea și Ioan I de Saxonia.
- Louis de Etruria (5 iulie 1773 – 27 mai 1803). Primul din cei doi regi ai Etruriei. S-a căsătorit cu verișoara lui primară, Maria Louisa a Spaniei.
- Prințesa Maria Antonia de Parma (28 noiembrie 1774 – 20 februarie 1841), a devenit stareță ursulină.
- Prințesa Charlotte Maria de Parma (7 septembrie 1777 – 5 aprilie 1813), s-a alăturat ordinului Dominican în 1797
- Prințul Filip Maria de Parma (22 martie 1783 – 2 iulie 1786).
- Prințesa Antonia Louise de Parma (21 octombrie 1784), a murit în copilărie.
- Prințesa Maria Luisa (Aloysia) de Parma (17 aprilie 1787 – 22 noiembrie 1789).
- gemeni, un fiu și o fiică (n. și d. 21 mai 1789)